# NGC 106
NGC 106 é uma galáxia espiral (Scd) localizada na direcção da constelação de Pisces. Possui uma declinação de -05° 08' 56" e uma ascensão recta de 0 horas, 24 minutos e 43,7 segundos.
A galáxia NGC 106 foi descoberta em 1886 por Frank Leavenworth.